# Киниксы
Киниксы или циниксы (лат. Kinixys) — род сухопутных черепах, включающий 8 видов, распространённых в тропической Африке и на Мадагаскаре. Отличаются подвижным соединением задней части верхнего щита панциря относительно передней, что позволяет прижимать его к нижнему щиту, прикрывая тело. Питаются как растительной, так и животной пищей.

## Внешний вид и строение
Мелкие черепахи, размеры которых не превышают 40 см (как правило около 25 см или менее). Карапакс выпуклый, его свободные края могут быть сильно зазубрены. Он имеет уникальное строение: его задняя треть соединена с остальной частью поперечной сухожильной прослойкой, благодаря чему при опасности эти черепахи могут прижать её к пластрону, прикрывая хвост и задние лапы. Голова покрыта щитками. На передних лапах по 5 когтей, на задних — по 4. Окраска жёлтая, бежевая или коричневая.

## Распространение и образ жизни
Обитают в Африке к югу от Сахары и на Мадагаскаре. Населяют влажные тропические леса, а также заросли кустарников. Ведут наземный образ жизни, но иногда заходят в воду. Всеядны. Активны преимущественно в сезон дождей, в сухой сезон активность снижена, у некоторых видов наблюдается эстивация. В норах прячутся головой вперёд.

## Эволюция и систематика
В 2012 году К. Киндлер с соавторами опубликовали статью, в которой исследовались филогенетические отношения между киниксами разных видов на основании последовательностей митохондриальной и ядерной ДНК. Полученные ими результаты показали полифилию K. belliana, в связи с чем они повысили статус трёх его подвидов до видового, а общее число видов в роде — до восьми. По их предположению, два вида, обитающих в дождевых лесах, K. homeana и K. erosa,  произошли от видов, обитающих в саваннах.
По данным Reptile Database на февраль 2025 года включает 8 видов:
- Kinixys belliana Gray, 1831 — гладкая киникса[1]
- Kinixys erosa (Schweigger, 1812) — зубчатая киникса[1]
- Kinixys homeana Bell, 1827
- Kinixys lobatsiana (Power, 1927)
- Kinixys natalensis Hewitt, 1935
- Kinixys nogueyi (Lataste, 1886)
- Kinixys spekii Gray, 1863
- Kinixys zombensis Hewitt, 1931

## Иллюстрации
- Kinixys homeana
- Kinixys spekii
- Зубчатая киникса (Kinixys erosa)